# Luol Deng
Luol Michael Deng (Wau,  Južni Sudan, 16. travnja 1985.) britanski je profesionalni košarkaš, porijekom iz Sudana. Igra na poziciji niskog krila, a trenutačno je član NBA momčadi Miami Heata. Izabran je u 1. krugu (7. ukupno) NBA drafta 2004. od strane Phoenix Sunsa. Član je reprezentacije Velike Britanije. 

## Životopis

### Rani život
Kada je Luol imao dvije godine, njegov otac i sudanski političar Aldo Deng odveo je obitelj u Egipat radi početka Drugog građanskog rata u Sudanu. U Egiptu je njega i njegovog starijeg brata Ajoua košarci podučavao slavni Manute Bol. Dobitkom azila, njegova se obitelj seli u South Norwood, grad u južnom Londonu. Deng je kao klinac razvio interes za nogomet i košarku, i bio je pozvan u obje selekcije Engleske U-15 reprezentacije. Tijekom tog vremena, karijeru je započeo u košarkaškom klubu Brixton. Kao 13-godišnjak, Deng je za Englesku reprezentaciju na kvalifikacijama za Europsko juniorsko prvenstvo u prosjeku postizao 40 poena i 14 skokova. Izabran je za najkorisnijeg igrača turnira. Na tom Europskom prvenstvu odveo je Englesku do finala i u prosjeku postizao 34 poena, a ponovo je izabran najkorisnijeg igrača. 
S 14 godina odlazi u SAD igrati za srednjoškolsku momčad "Blair Academy" u New Jerseyu. Tijekom seniorske sezone smatran je drugim najperspektivnijim srednjoškolskim igračem nakon LeBrona Jamesa. Deng je od strane časopisa Parade Magazine i USA Today izabran je u All-American prvu petorku, a igrao je i na McDonald's All-American utakmici. Nakon mature, odlučio je pohađati prestižno američko sveučilište Duke. U svojoj prvoj i jedinoj sveučilišnoj sezoni, Deng je odigrao 37 utakmica, od čega je 32 započeo u startnoj petorci. U prosjeku je postizao 15.4 poena po utakmici za 30.1 odigranu minutu. Deseti je freshman u ACC povijesti koji je predvodio sve novake u poenima, skokovima i postotku šuta iz igre. 

### Profesionalna karijera
Nakon samo jedne godine na sveučilištu Duke, Deng se prijavio na draft. Izabran je kao sedmi izbor NBA drafta 2004. od strane Phoenix Sunsa, ali je odmah proslijeđen u Chicago Bullse. Deng je krajem svoje rookie sezone zaradio ozljedu zgloba, ali i to je bilo dovoljno za izbor u NBA All-Rookie prvu petorku i povratak Bullsa u doigravanje po prvi puta nakon sedam godina. U prosjeku je postizao 11.7 poena, odigravši 61 utakmicu regularnog dijela sezone. 8. veljače, Deng je zabilježio double-double učinak, uključujući i 30 poena protiv Dallas Mavericksa. 
U svojoj drugoj sezoni, Deng je pogotovo tijekom ožujka i travnja pokazao svoj pravi potencijal, i pomogao Bullsima osigurati drugo uzastopno doigravanje. Deng se popravio u napadačkom dijelu igre, i u prosjeku je postizao 14.3 poena i 6.6 skokova. Od 28. veljače do 5. ožujka, Deng je u četiri uzastopne utakmice zabilježio double-double učinak u poenima i skokovima. U doigravanju su se Bullsi susreli s Miami Heatom, kojeg su na kraju svladali u sedam utakmica. Deng je u tim utakmicama ulazio s klupe i u prosjeku postizao 10 poena. 
U sezoni 2006./07., Deng je bio jedini Bulls koji je odigrao svih 82 utakmice regularnog dijela sezone. Popravio se u svim statističkim brojkama i predvodio Bullse u minutaži (37.5) i postotku šuta iz igre (51.7%). Bio je drugi strijelac momčadi (18.8), iza vodećeg Bena Gordona. U utakmici protiv Miami Heata (90-77 pobjeda momčadi s Floride), Deng je nezgodno doskočio i ponovo ozljedio zglob lijeve noge. 26. travnja 2007. postigao je učinak karijere od 38 poena u domaćoj pobjedi Bullsa protiv Portland Trail Blazers, a iz igre je šutirao odličnih 18 od 25. U siječnju 2014. mijenjan je u Cleveland Cavalirse za Andrewa Bynuma i nekoliko izbora na draftu.

## NBA statistika

#### Regularni dio
| Godina     | Klub    | Odig. uta. | Uta. poč. | Min. | 2P%  | 3P%  | Sl. bac.% | Skok. | Asist. | Ukr. lop. | Blok. | Poena |
| ---------- | ------- | ---------- | --------- | ---- | ---- | ---- | --------- | ----- | ------ | --------- | ----- | ----- |
| 2004./05.] | Chicago | 61         | 45        | 27.3 | .434 | .265 | .741      | 5.3   | 2.2    | .8        | .4    | 11.7  |
| 2005./06.  | Chicago | 78         | 56        | 33.4 | .463 | .269 | .750      | 6.6   | 1.9    | .9        | .6    | 14.3  |
| 2006./07.  | Chicago | 82         | 82        | 37.5 | .517 | .143 | .777      | 7.1   | 2.5    | 1.2       | .6    | 18.8  |
| 2007./08.  | Chicago | 63         | 59        | 33.8 | .479 | .364 | .770      | 6.3   | 2.5    | .9        | .5    | 17.0  |
| 2008./09.  | Chicago | 49         | 46        | 34.0 | .448 | .400 | .796      | 6.0   | 1.9    | 1.2       | .5    | 14.1  |
| Ukupno     |         | 333        | 288       | 33.4 | .475 | .283 | .768      | 6.3   | 2.2    | 1.0       | .5    | 15.4  |

#### Doigravanje
| Godina    | Klub    | Odig. uta. | Uta. poč. | Min. | 2P%  | 3P%  | Sl. bac.% | Skok. | Asist. | Ukr. lop. | Blok. | Poena |
| --------- | ------- | ---------- | --------- | ---- | ---- | ---- | --------- | ----- | ------ | --------- | ----- | ----- |
| 2005./06. | Chicago | 6          | 0         | 30.0 | .429 | .200 | .571      | 4.8   | .5     | .8        | .7    | 10.2  |
| 2006./07. | Chicago | 10         | 10        | 41.0 | .524 | .000 | .807      | 8.7   | 2.4    | 1.0       | .7    | 22.2  |
| Ukupno    |         | 16         | 10        | 36.9 | .500 | .167 | .744      | 7.3   | 1.7    | .9        | .7    | 17.7  |

## Vanjske poveznice
- Profil na NBA.com
- Profil  Arhivirana inačica izvorne stranice od 25. lipnja 2016. (Wayback Machine) na Basketball-Reference.com
- Profil  Arhivirana inačica izvorne stranice od 9. siječnja 2005. (Wayback Machine) na Duke